# Ludolf Wienbarg
Ludolf Wienbarg (ur. 25 grudnia 1802 w Altona, zm. 2 stycznia 1872 w Szlezwiku) – pisarz należący do ruchu literackiego Młode Niemcy.

## Życiorys
Ludolf Christian Wienbarg urodził się jako syn kowala. Uczęszczał do miejscowego gimnazjum. Od 1822 roku studiował filologię i filozofię na uniwersytetach w Kilonii (Kiel) i Bonn. Przez 2,5 roku pracował jako prywatny nauczyciel u Grafa von Berenstorff w Lauenburgu i kontynuował studia w Marburgu, gdzie w 1829 roku doktoryzował się z filozofii.
Podczas swoich studiów w Kilonii oraz Bonn był członkiem korporacji studenckich Alten Kieler, a w Bonn należał do Alten Bonner.
W 1833 roku powrócił do Kolonii, gdzie habilitował się i przyjął stanowisko wykładowcy.
Prowadzone tu wykłady zostały wydane w 1834 roku pt. Aesthetische Feldzüge.Dem jungen Deutschland gewidmet(Estetyczne wyprawy. Młodym Niemcom poświęcone).
Dedykacja Wam młode Niemcy poświęcam tę mowę stała się później określeniem nowo powstałego ruchu literackiego Młode Niemcy. W tym samym roku poznał Karla Gutzkowa, z którym we Frankfurcie nad Menem w 1835 założył czasopismo Niemiecki Przegląd (Deutsche Revue). W tym samym roku na polecenie władz zabroniono wydawania ww. czasopisma.
W grudniu 1835 roku na podstawie dekretu Związku Niemieckiego (Deutscher Bund) zostało zabronione wydawanie jego pism, jak również innych autorów tzw. Młodych Niemców. Otrzymał policyjny nakaz opuszczenia Frankfurtu i udał się do Hamburga.
12 maja 1839 roku ożenił się z Elisabeth Wilhelmine Dorothea Marwedel.
Od 1840 do 1842 roku był redaktorem w Börsenhalle. Deutsches Literaturblatt, a w latach 1842-1846 w Hamburger literarischen und kritischen Blätter.
W 1848 roku brał udział jako ochotnik w I wojnie o Szlezwik. Po wojnie, tj. po 1850 roku mieszkał w Altonie i Hamburgu.
Od 1870 roku otrzymywał dożywotnią pensję od Schillerstiftung (Fundacja Schillera).
Zmarł 2 stycznia 1872 roku w Szlezwiku.

## Twórczość
- Jason, episches Gedicht von Pindar, übersetzt und erläutert von L. Vineta” (Hamburg 1830),
- Holland in den Jahren 1831 u. 1832”. (Hamburg 1834, 2 Bde.
- Aesthetische Feldzüge. Dem jungen Deutschland gewidmet. Hamburg: Hoffmann u. Campe 1834; [Neudruck (Orthographie u. Interpunktion modernisiert):] Ästhetische Feldzüge. Hg. v. Walter Dietze. Textredaktion: Jürgen Jahn. Berlin/DDR / Weimar: Aufbau 1964.
- Zur neuesten Literatur. Von L. W., Verfasser der „ästhetischen Feldzüge. Mannheim: Löwenthal 1835.
- Wanderungen durch den Thierkreis. Hamburg: Hoffmann u. Campe 1835; Reprint: Frankfurt a. M. 1973.
- Tagebuch von Helgoland. Hamburg: Hoffmann u. Campe, 1838. Digitalisat
- Die Dramatiker der Jetztzeit, H. 1. Altona 1839.
- Die Volks-Versammlung zu Nortorf am 14ten September 1846. Hamburg: Hoffmann u. Campe 1846.
- Der dänische Fehdehandschuh. Aufgenommen von L. W. Hamburg: Hoffmann u. Campe 1846.
- Krieg und Frieden mit Dänemark (Frankfurt 1848),
- Darstellungen aus den schlesw.-holst.|Feldzügen” (Kiel 1850, 2 Bde.),
- Geschichte Schleswigs (Hamburg 1861, 1. u. 2. Bd